# Noldi Schreck
Arnold "Noldi" Schreck (Yakutsk, 14 de septiembre de 1921-Valle de Bravo, 1 de febrero de 2009) fue un arquitecto y diseñador clásico suizo-ruso nacionallizado mexicano. Schreck diseñó restaurantes, residencias, hoteles, clubes, oficinas, tiendas, escenarios de películas, puertos y pueblos enteros. Su trabajo se encuentra en América, África y Europa.
Sus obras más notables son el diseño de la Zona Rosa en la Ciudad de México y Puerto Banús en Marbella. También se destacaba y fue reconocido como Pintor.

## Primeros años
Arnold "Noldi" Schreck nació en Yakutsk, Rusia en 1921. Su madre pertenecía a una familia rusa adinerada, mientras que su padre era suizo, dueño de un astillero que fue uno de los primeros ingenieros navales en navegar por el río Lena en Siberia. El padre de Schreck murió cuando solo tenía tres años. Posteriormente, el niño y su madre viajaron a Suiza para conocer a los abuelos paternos de Schreck. La vida en Suiza no fue fácil, Schreck estudió en un orfanato mientras su madre trabajaba como costurera. Jugó fútbol los fines de semana y fue aprendiz de diseño de joyas, luego muebles y arquitectura.

## Carrera

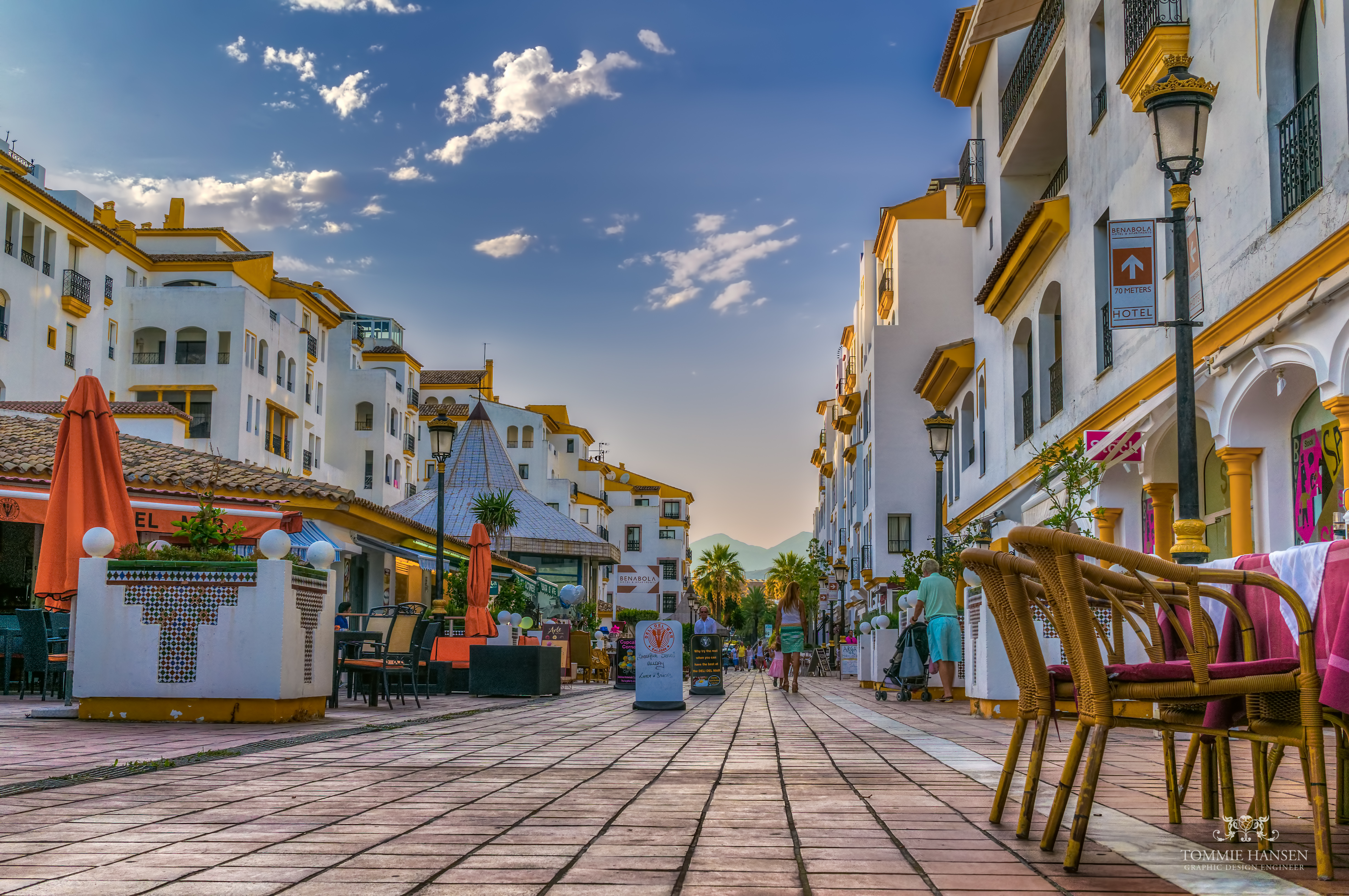
Calle en Puerto Banús.

Después de comenzar su carrera en Suiza, trabajó en Italia, Francia y Reino Unido, antes de llegar a Beverly Hills, Estados Unidos. Ahí diseñó edificios antes de ir a México, donde diseñó y construyó la Zona Rosa, ganándose el sobrenombre de arquitecto de la Zona Rosa. El arquitecto Luis Barragán afirmó que Schreck fue el creador del "estilo Acapulco, con sus espléndidas palapas y detalles de buen gusto, artesanías y tejidos de diferentes texturas y colores brillantes". Sus trabajos incluyen, el Chalet Suizo en Guatemala, además de ser decorador de escenarios para el drama de 1965, Love Has Many Faces.
En 1966, ocurrió un hecho importante en la vida de Schreck en su oficina de la Zona Rosa cuando el Príncipe Alfonso de Hohenlohe-Langenburg lo visitó luego de viajar por Cabo San Lucas y Acapulco donde se hospedó en dos edificios diseñados por Schreck. Hohenlohe-Langenburg le pidió a Shreck que diseñara el Beach Club del Marbella Club en la Costa del Sol, España. Ese mismo año, Schreck conoció a José Banús, amigo íntimo de Francisco Franco. Schreck pasó a diseñar Puerto Banús, que fue construido por Banús. Se convirtió en un destino visitado por personas de todo el mundo. Schreck fue miembro honorario de la Sociedad de Arquitectos Mexicanos.
En su honor se entrega cada año el Premio Noldi Schreck, otorgado por Glocal Desing Magazine, galardonando los trabajos arquitectónicos y el interiorismo en México en categorías como trayectoria, hotelería, espacios públicos e interés social.

## Vida personal
Schreck vivió gran parte de su vida en México, donde se naturalizó. En una fiesta en la Embajada de Suiza, conoció a su futura esposa, Ruth Schuler, quien trabajaba en el consulado de Suiza en Toronto pero estaba de vacaciones en México. Schreck era un gran jugador de dominó. Falleció en 2009 en Valle de Bravo, Estado de México, con su esposa, hijas y nietas a su lado. Dejó a sus hijas Verónica Schreck y Alexis Schreck, y dos nietas Támara Luengo Schreck y Déborah Luengo Schreck Póstumamente, fue galardonado con una Estrella en el Bulevar de la Fama de Puerto Banús en Marbella el 26 de julio de 2010.